# Saint-Denis-d’Orques
Saint-Denis-d’Orques település Franciaországban, Sarthe megyében. Lakosainak száma 750 fő (2022. január 1.). Saint-Denis-d’Orques Torcé-Viviers-en-Charnie, Chemiré-en-Charnie, Joué-en-Charnie, Brûlon, Avessé, Viré-en-Champagne, Thorigné-en-Charnie és Blandouet-Saint Jean községekkel határos.

## Népesség
A település népessége az elmúlt években az alábbi módon változott:
| Lakosok száma | 841  | 814  | 837  | 799  | 786  | 773  | 762  | 754  | 750  |
|               | 2013 | 2015 | 2016 | 2017 | 2018 | 2019 | 2020 | 2021 | 2022 |